# Recopa Africana 2003
La Recopa Africana 2003 es la 29º y última edición de este torneo de fútbol a nivel de clubes de África organizado por la CAF y que contó con la participación de 36 equipos campeones de copa de sus respectivos países, 1 menos que en la edición anterior.
El Étoile du Sahel de Túnez venció en la final al Julius Berger FC de Nigeria para coronarse campeón por segunda ocasión y último campeón del torneo, ya que la CAF decidió fusionar la Recopa Africana con la Copa CAF para crear a la actual Copa Confederación de la CAF.

## Ronda Preliminar
| Equipo 1          | Agr.  | Equipo 2        | Ida | Vuelta |
| ----------------- | ----- | --------------- | --- | ------ |
| Anse Réunion      | w.o.1 | Masvingo United |     |        |
| Olympique de Moka | 3-2   | AS Fortior      | 3-1 | 0-1    |
| RLDF              | 3-7   | Jomo Cosmos     | 2-2 | 1-5    |
| JS Pobè           | 2-0   | Akokana         | 1-0 | 1-0    |

1- El Masvingo Unired abandonó el torneo antes del partido de ida y posteriormente fue suspendido 3 años por la CAF.
2- La Tanzanian Football Federation no confirmó la participación del JKT Ruvu Stars ante la CAF, por lo que no pudo participar en el torneo.

## Primera Ronda
| Equipo 1             | Agr.        | Equipo 2           | Ida | Vuelta |
| -------------------- | ----------- | ------------------ | --- | ------ |
| Kenya Pipeline       | 3-3 (9-8 p) | Anse Réunion       | 2-1 | 1-2    |
| Olympique de Moka    | 1-3         | Power Dynamos      | 1-3 | 0-0    |
| Mount Cameroon       | 2-1         | Akonangui FC       | 2-0 | 0-1    |
| Asante Kotoko        | w.o.1       | Mighty Blue Angels |     |        |
| US Kenya             | 2-9         | APR FC             | 2-1 | 0-8    |
| Étoile du Congo      | 2-1         | Petro Atlético     | 1-0 | 1-1    |
| Africa Sports        | 3-2         | Dynamic Togolais   | 1-1 | 2-1    |
| MAS Fès              | 2-3         | Hafia FC           | 2-0 | 0-3    |
| WA Tlemcen           | 2-2         | Al Hilal           | 2-1 | 0-1    |
| Wydad Casablanca     | 2-0         | ASC Nasr           | 2-0 | 0-0    |
| Baladeyet El Mahalla | 4-1         | Police FC          | 4-1 | 0-0    |
| Medhin               | 0-4         | Al Hilal           | 0-2 | 0-2    |
| Costa do Sol         | 4-0         | Jomo Cosmos        | 1-0 | 3-0    |
| Julius Berger FC     | 8-0         | US Bitam           | 4-0 | 4-0    |
| Étoile du Sahel      | w.o.2       | JS Pobè            |     |        |
| AS Douanes           | 0-3         | COB                | 0-2 | 0-1    |

1- El Mighty Blue Angels fue descalificado por no renovar los permisos a los jugadores para el torneo.
2- El JS Pobé no se presentó al partido de ida y fue descalificado y suspendido 3 años por la CAF.

## Segunda Ronda
| Equipo 1             | Agr. | Equipo 2         | Ida | Vuelta |
| -------------------- | ---- | ---------------- | --- | ------ |
| Kenya Pipeline       | 0-3  | Power Dynamos    | 0-2 | 0-1    |
| Mount Cameroon       | 4-5  | Asante Kotoko    | 2-2 | 2-3    |
| APR FC               | 5-1  | Étoile du Congo  | 3-0 | 2-1    |
| Africa Sports        | 3-2  | Hafia FC         | 1-2 | 2-0    |
| Al Hilal             | 2-6  | Wydad Casablanca | 2-2 | 0-4    |
| Baladeyet El Mahalla | 4-2  | Al Hilal         | 4-2 | 0-0    |
| Costa do Sol         | 2-4  | Julius Berger FC | 1-1 | 1-3    |
| Étoile du Sahel      | 4-2  | COB              | 4-0 | 0-2    |

## Cuartos de final
| Equipo 1             | Agr. | Equipo 2         | Ida | Vuelta |
| -------------------- | ---- | ---------------- | --- | ------ |
| Africa Sports        | 0-3  | Étoile du Sahel  | 0-1 | 0-2    |
| Power Dynamos        | 2-2  | Wydad Casablanca | 2-1 | 0-1    |
| Asante Kotoko        | 2-2  | APR FC           | 2-1 | 0-1    |
| Baladeyet El Mahalla | 2-4  | Julius Berger FC | 1-1 | 1-3    |

## Semifinales
| Equipo 1        | Agr. | Equipo 2         | Ida | Vuelta |
| --------------- | ---- | ---------------- | --- | ------ |
| Étoile du Sahel | 3-0  | Wydad Casablanca | 2-0 | 1-0    |
| Julius Berger   | 3-2  | APR              | 3-0 | 0-2    |

## Final
| Equipo 1      | Agr. | Equipo 2        | Ida | Vuelta |
| ------------- | ---- | --------------- | --- | ------ |
| Julius Berger | 2-3  | Etoile du Sahel | 2-0 | 0-3    |

## Campeón
| Recopa Africana 2003        |
| --------------------------- |
| Bandera de Túnez            |
| Étoile du Sahel 2.do título |